# Гарретт, Бетти
Бетти Гарретт (англ. Betty Garrett; 23 мая 1919 — 12 февраля 2011) — американская актриса, певица и танцовщица, сделавшая в начале 1940-х успешную карьеру на Бродвее, а затем добившаяся популярности на студии «MGM» в серии классических мюзиклов, таких как «Песня в сердце» (1948), «Увольнение в город» (1949), «Возьми меня с собой на бейсбол» (1949) и «Дочь Нептуна» (1949) в компании Джина Келли, Фрэнка Синатры и Эстер Уильямс.
Однако, потом её карьера в кино не сложилась, в немалой степени, потому, что она вместе с мужем Ларри Парксом была замечена в связях с коммунистической партией. Во времена маккартизма это означало «запрет на профессию», в том числе в кино.
В конце 1950-х она вернулась на Бродвей, где с триумфом блистала последующие четыре десятилетия, а также стала принимать участие в телевизионных проектах, среди которых сериалы «Она написала убийство» и «Золотые девочки».
Бетти Гаррет скончалась от аневризмы аорты в Лос-Анджелесе в феврале 2011 года в возрасте 91 года.

## Награды
- Золотой глобус 1974 — «Лучшая актриса второго плана на телевидении» («Все в семье»)[2]